# 브리지텍
브리지텍(BRIDGETEC Corp.)는 대한민국의 음성인식 기업이다. 본사는 서울시 영등포구 국제금융로2길32 여의도파이낸스타워 17,18층에 위치해 있으며 대표이사는 신경식이다.

 AI 콜센터와 음성인식/화자인증,보이는ARS, IP기반의 유무선 멀티미디어 서비스 관련 소프트웨어를 개발 및 공급한다.

## 상장
2008년 6월 4일에 공모가 3,100원에 코스닥 시장에 상장하였다.

## 참고문헌
1. ↑  김우람, "더 나은 고객경험" 브리지텍, 지능형 AICC 서비스 극대화, 프라임경제, 2024.04.23
2. ↑  브리지텍, MS 챗GPT 개발사 12조 투자...음성인식 MS운영체계 적용중↑, 서울경제, 2023-01-10
3. ↑  다시 뛰는 AI 챗봇 브리지텍! 향후 주가 전망은?, 미래경제뉴스, 2023.05.21
4. ↑  브리지텍, 전국민 AI 일상화 추진…최고수준 음성AI 부각, 아시아경제, 2023.02.20